# プーティン

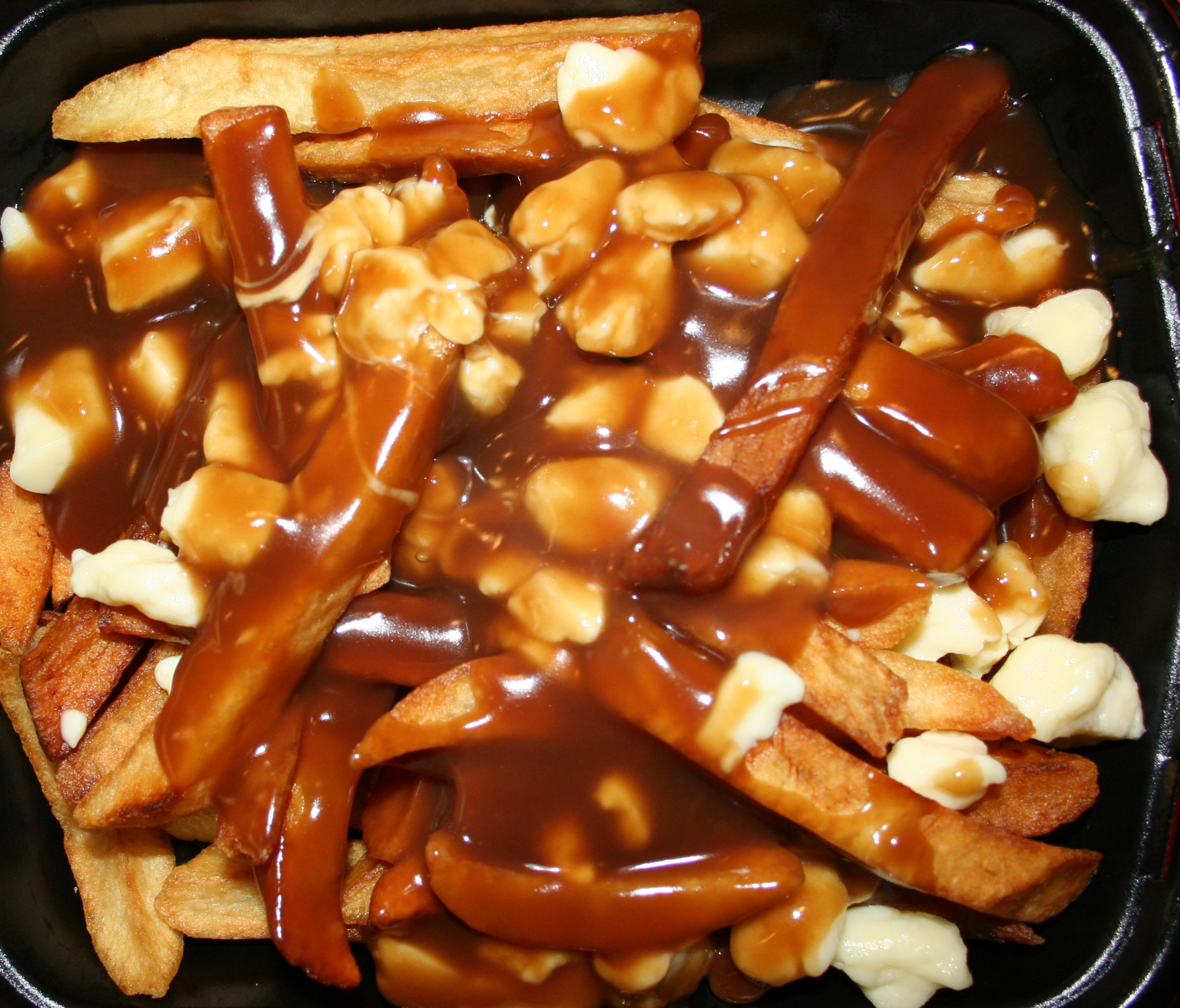
プーティン

プーティン（フランス語: poutine, 英語発音: [puːˈtiːn], ケベック・フランス語発音: [pʊʦɪn]）は、フライドポテトにグレイビーソースと粒状のチーズカード（英: cheese curds、仏: fromage en grains）をかけたファーストフード形式の食べ物。
代表的なカナダ料理であり、アカディア人のダンプリング状の伝統料理の総称でもある。日本語ではプティン、プティーン、プーティーンとも呼ばれる。
プーティンウィークは2013年にモントリオールで生まれ、毎年2月に開催される大会である。今日ではプーティンフェスティバルといった盛大な催し物としてカナダ中で親しまれており、カナダ各地で多くのレストランが創作プーティン料理を発表している。（モントリオール、ケベックシティ、バンクーバー、トロント、オタワ、ウィニペグ）など。

## 語源
英語の「プディング (Pudding)」から転訛したとする説が最も有力である。
英語版ウィキペディアでは「プディング」が語源だと言う可能性はあるが、フランス語の「プティンゴ」（良くないシチュー）や「プティーテ」（ごちゃまぜ・つぶれた食べ物）、「プトゥリンゴ」（色々な物を混ぜる）が有力とされる。
また、辞書のMerriam-Websterによるとケベックのスラングで汚れと言う意味を持つらしい。
なお、プーティンに後述する問題が絡むが、その時点のロシア大統領、ウラジーミル・プーチンとの関係性は見受けられない。

## プーティン（ファストフード）

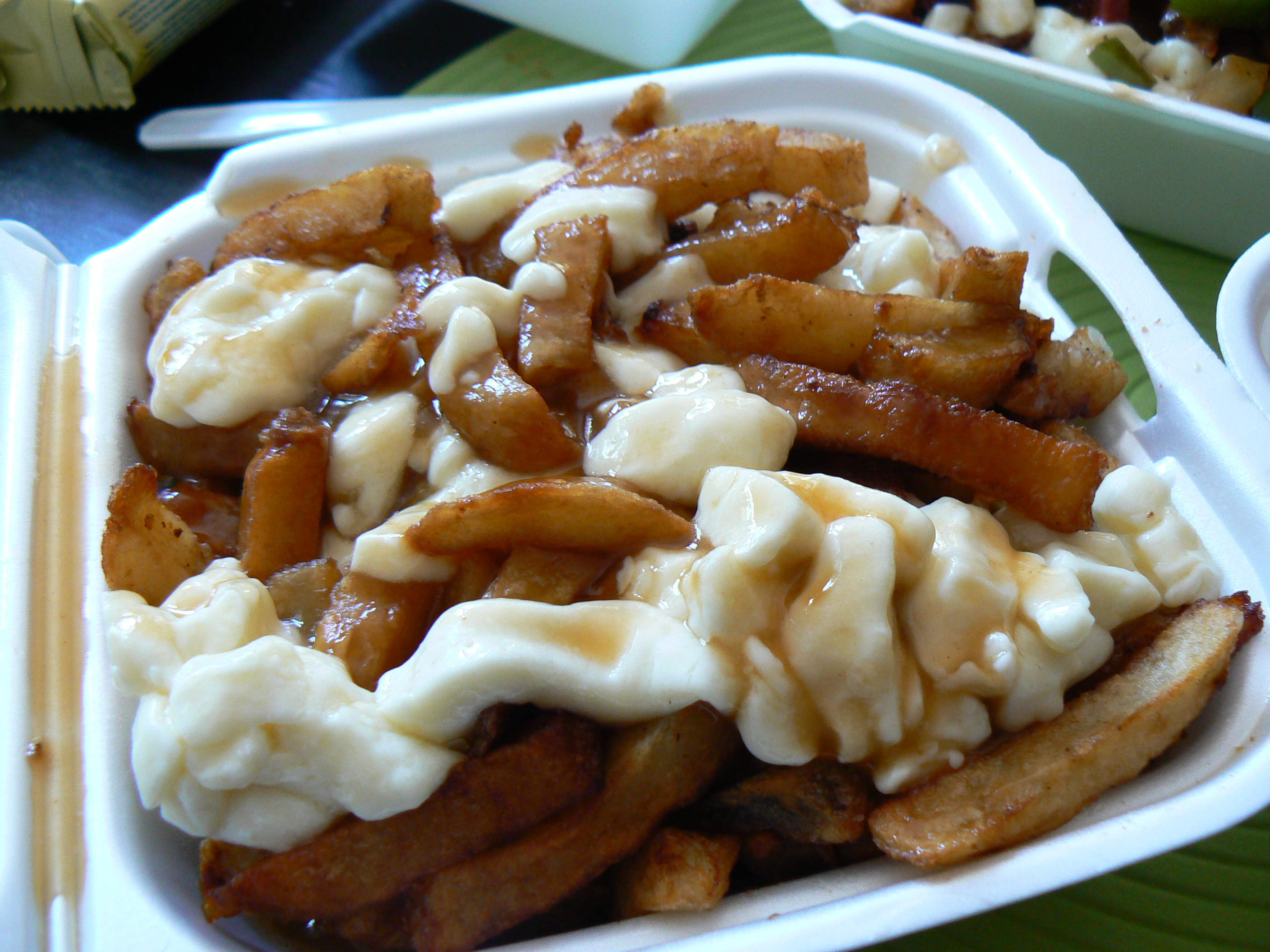
プーティン

1950年代後半のケベック州で生まれたとされるが、厳密な発祥地には諸説がある。ビクトリアビルとヴァルヴィックの二つの町が互いに自らが発祥の地だとしているが、どちらもチーズの産地であり、15km程しか離れていないため、はっきりしない。レストランに来た客がフライドポテトにチーズカードを加えてくれと頼み、それが美味しかったため広まったと言われている。カナダ内のほとんどのショッピングセンターのフードコートやスキー場、スケート場で提供されており、なかにはステーキなどと一緒に付いてくる店舗もある。グレイビーソースがかかっているため、フォークを使って食べる。
カナダ国内では、マクドナルド、A&W、ケンタッキーフライドチキンやバーガーキングなどアメリカ合衆国資本のファストフード店でも販売されている。また、多くのカナダ国内の学生食堂でも販売されている。

### 料理名を原因とする問題
2022年ロシアのウクライナ侵攻の勃発に伴い、それを指揮するロシア大統領、ウラジーミル・プーチンの名字に発音が似ており、フランス語での綴りがまったく同一であることが原因で引き起こされた問題も存在する。さらに、当該侵攻の勃発ののち、誹謗中傷ならびに侮辱や差別、それらに基く脅迫などの犯罪行為および不買運動などの嫌がらせを受けたとする販売店も存在する。
- 2022年2月24日、カナダの「Le Roy Jucep」は当該侵攻が発生したその日に、プーティンを一時的に「仏: la frite fromage sauce」と呼称することをFacebook上で表明した後[8]、脅迫を受け投稿を削除したが、その後もFacebook上では自身を「仏: Le Roy Jocep - L'inventeur de la poutine」（「プーティンの発明者」の意）であるとしている[9][10][5][7]。

- 2022年3月9日、ケベック州でチェーン展開する「Frites Alors」では、侵攻前にウラジーミル・プーチンが三期目の大統領就任をしたのをきっかけに、そのファーストネームと同じウラジーミルをプーティンの商品名としていたが、当該侵攻による顧客の要望を受けて、そのときのウクライナ大統領のファーストネームであるウォロディミルに変更した[11][12][6]。

- 2022年3月3日、フランスのパリとトゥールーズに店舗を構える「La Maison de la poutine（フランス語版）」は、自分たちの料理と価値観を大切にしながら、ロシアの蛮行に抵抗するウクライナ人を支援する声明を出した[13][14][15][5]。

## アカディア人のプーティン

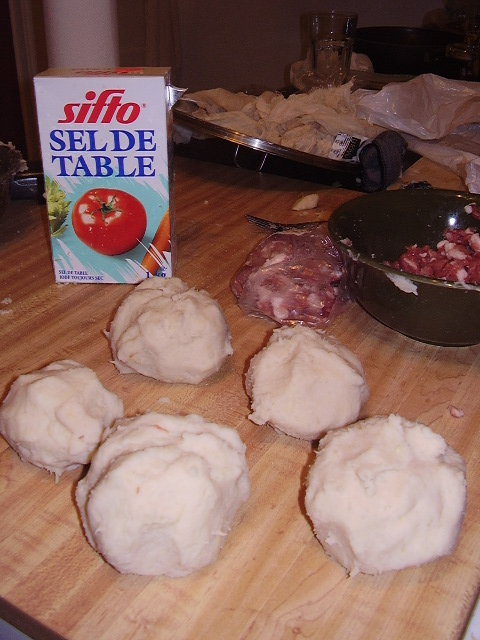
茹でる前のプーティーヌ・ラペ

プーティンには、塩味のものと甘いものがある。ジャガイモをすりおろして作ったダンプリング状のプーティンや、小麦粉で作った団子状のプーティンはスープに入れて煮る。ニューブランズウィック州南東部、モンクトン付近の伝統料理プーティーヌ・ラペ (Poutine Râpée) は、すりおろしたジャガイモとマッシュポテトを混ぜて作ったソフトボール大の団子の中に塩漬けの豚のばら肉が入り、メープルシロップ、モラセス、ケチャップ等をかけて食べる。ダンプリングはフランスの伝統料理ではないが、ドイツにはクネーデル等よく似た料理が存在するため、フランス系移民がアカディアでドイツからの移民と接触した結果、アカディア人の料理に取り入れられたと考えられている。スウェーデンのクロップカーカとも類似する。
甘いプーティンはデザートになる。プーティーヌ・ア・トゥルー (Poutine à Trou)、プーティーヌ・アン・サック (Poutine en Sac) は小麦粉を水で捏ねて作った生地で果物を包んで蒸した菓子である。プーティーヌ・オ・パン (Poutine au Pain) はブレッドプディングのことで、四角いフルーツパイもプーティンと呼ばれる。
アカディア人のプーティンは、アカディア人が多い地域以外ではほとんど知られていない。現在アカディアと呼ばれる地域では、ニューブランズウィック州北東部カラケット の近くのアカディア歴史村をはじめとする、アカディア人の昔の生活を再現したテーマパーク等でプーティンを食べることができる他、缶詰のプーティーヌ・ラペもスーパーマーケットなどで市販されている。